# 布科維察河

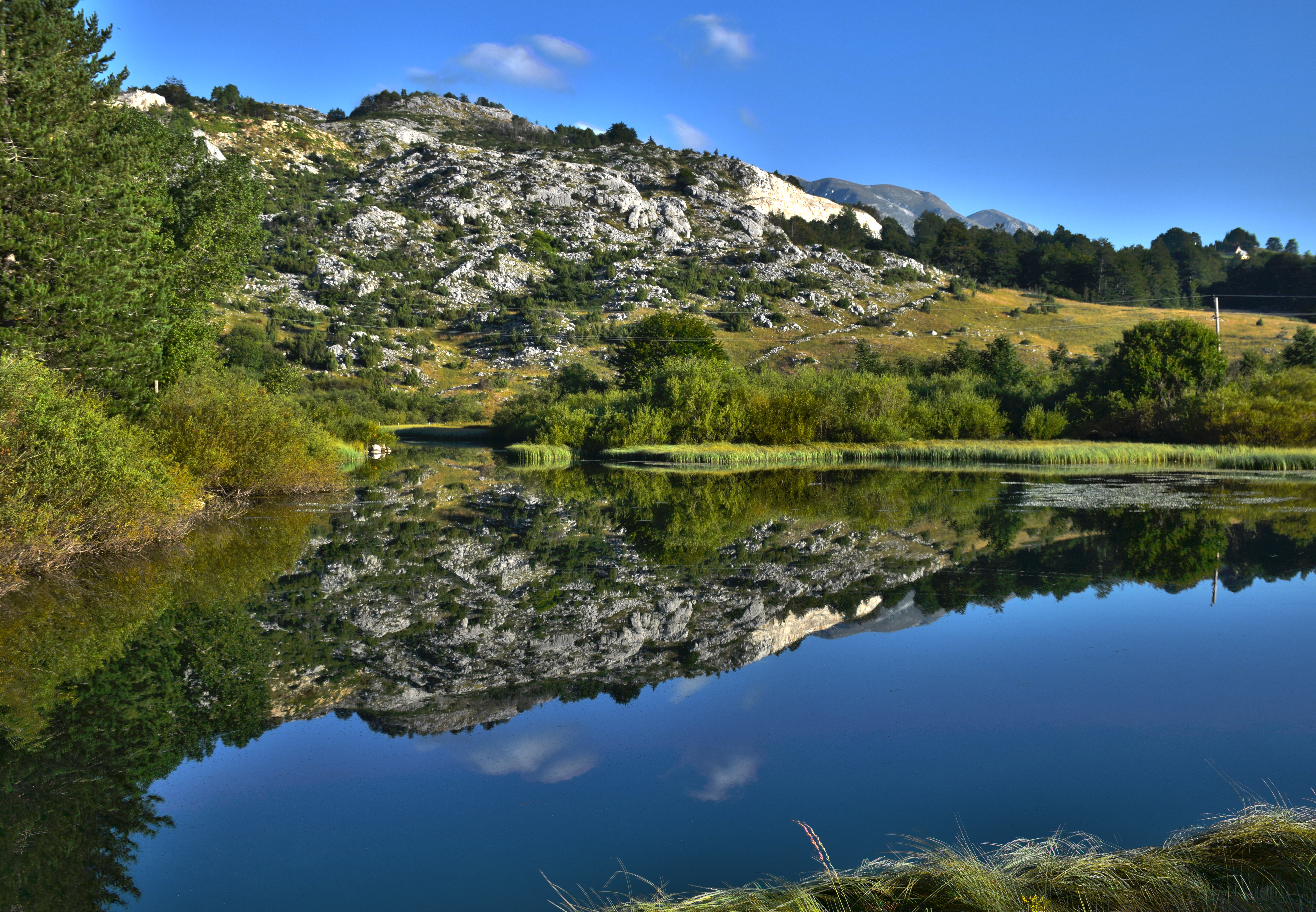

布科維察河是蒙特內哥羅的河流，位於該國北部，屬於黑海流域的一部分，處於沙夫尼克，河道全長42公里，支流有沙夫尼克河。